# Чжуннаньшаньский тоннель
Чжуннаньшаньский тоннель (кит. 秦岭终南山公路隧道) — автомобильный тоннель сквозь горы Циньлин в провинции Шэньси, длиннейший двухтрубный тоннель в мире.
На момент открытия, в 2007 году, был вторым по длине автодорожным тоннелем в мире и первым в Азии. Тоннель связывает Сиань и Жашуй. Длина каждой из двух веток 18 040 м. Внутри тоннеля оформлены психологические просветы с имитацией неба и деревьев.